# Штајнберг (Фогтланд)
Штајнберг (њем. Steinberg) општина је у њемачкој савезној држави Саксонија. Једно је од 45 општинских средишта округа Фогтланд. Према процјени из 2010. у општини је живјело 2.988 становника. Посједује регионалну шифру (AGS) 14523380.

## Географски и демографски подаци
Штајнберг се налази у савезној држави Саксонија у округу Фогтланд. Општина се налази на надморској висини од 585–625 метара. Површина општине износи 20,4 km². У самом мјесту је, према процјени из 2010. године, живјело 2.988 становника. Просјечна густина становништва износи 146 становника/km².